# Luis Ramón Romero
Luis Ramón Romero (Asunción, Paraguay, 4 de enero de 1973) es un exfutbolista paraguayo. Jugaba como defensa y es pentacampeón con Cerro Porteño.

## Trayectoria
Debutó en 1992 con el Club Sportivo San Lorenzo de Paraguay, con el equipo de Asunción jugó durante tres años y consiguió los títulos Clausura 1996, Apertura 1997 y los campeonatos de temporada de 1994 y 1996. Para la temporada 1997-98 se fue a jugar a España con el Levante Unión Deportiva, en donde participó en 13 partidos, 10 como titular. Regresó la siguiente temporada con el Cerro Porteño y obtuvo el torneo Clausura 1998.
Para el 1999 se fue a México a jugar con la Real Sociedad de Zacatecas, pero no disputó ni un partido. Llegó al Club Santos Laguna en enero de 2000, siendo subcampeón en su primer torneo y campeón el Verano 2001. Jugó un torneo en 2003 con Jaguares de Chiapas y pasó a jugar con el Club León del 2004 al 2005, en donde fue subcampeón en la Primera División "A" el Clausura 2005.
En el 2006 se regresó a Paraguay para jugar con el Club Sportivo Luqueño, jugó una temporada y después paso al Club Olimpia para finalmente regresar a Luqueño, donde obtuvo el Apertura 2007 y se retiró.

## Clubes
| Club                       | País     | Año              | Partidos | Goles |
| -------------------------- | -------- | ---------------- | -------- | ----- |
| Club Cerro Porteño         | Paraguay | 1994 - 1997      |          |       |
| Levante Unión Deportiva    | España   | 1997 - 1998      | 13       |       |
| Club Cerro Porteño         | Paraguay | 1998 - 1999      |          |       |
| Real Sociedad de Zacatecas | México   | 1999             | 0        | 0     |
| Club Santos Laguna         | México   | 2000 - 2003      | 129      | 13    |
| Jaguares de Chiapas        | México   | 2003             | 6        | 1     |
| Club León                  | México   | 2004 - 2005      | 67       | 10    |
| Club Olimpia               | Paraguay | 2006 - 2007      | 26       | 0     |
| Club Sportivo Luqueño      | Paraguay | 2005 - 2006/2007 | 43       | 2     |

## Palmarés

### Campeonatos nacionales
| Título                       | Club                  | País     | Año           |
| ---------------------------- | --------------------- | -------- | ------------- |
| Primera División de Paraguay | Club Cerro Porteño    | Paraguay | 1994          |
| Primera División de Paraguay | Club Cerro Porteño    | Paraguay | Clausura 1996 |
| Primera División de Paraguay | Club Cerro Porteño    | Paraguay | 1996          |
| Primera División de Paraguay | Club Cerro Porteño    | Paraguay | Apertura 1997 |
| Primera División de Paraguay | Club Cerro Porteño    | Paraguay | Clausura 1998 |
| Primera División de México   | Club Santos Laguna    | México   | Verano 2001   |
| Primera División de Paraguay | Club Sportivo Luqueño | Paraguay | Apertura 2007 |